# Ernst Haeckel

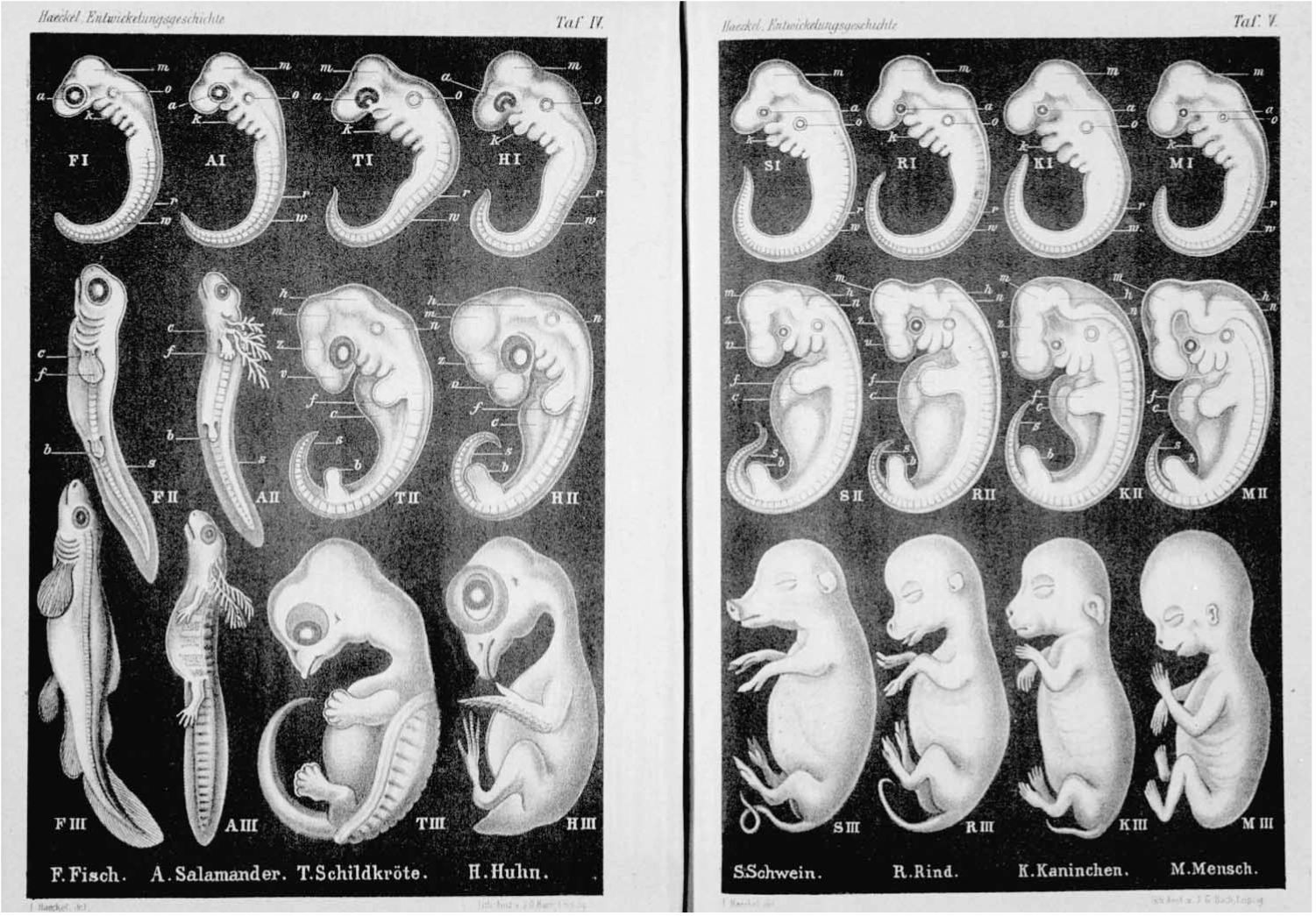
Haeckel az 1860-as években bemutatott és sokat vitatott illusztráció-sorozata. Biogenetikai alaptörvényét a modern biológia sok téren meghaladta illetve pontosította. E formában sok országban része az iskolai oktatásnak, amit a kreacionisták károsnak tartanak

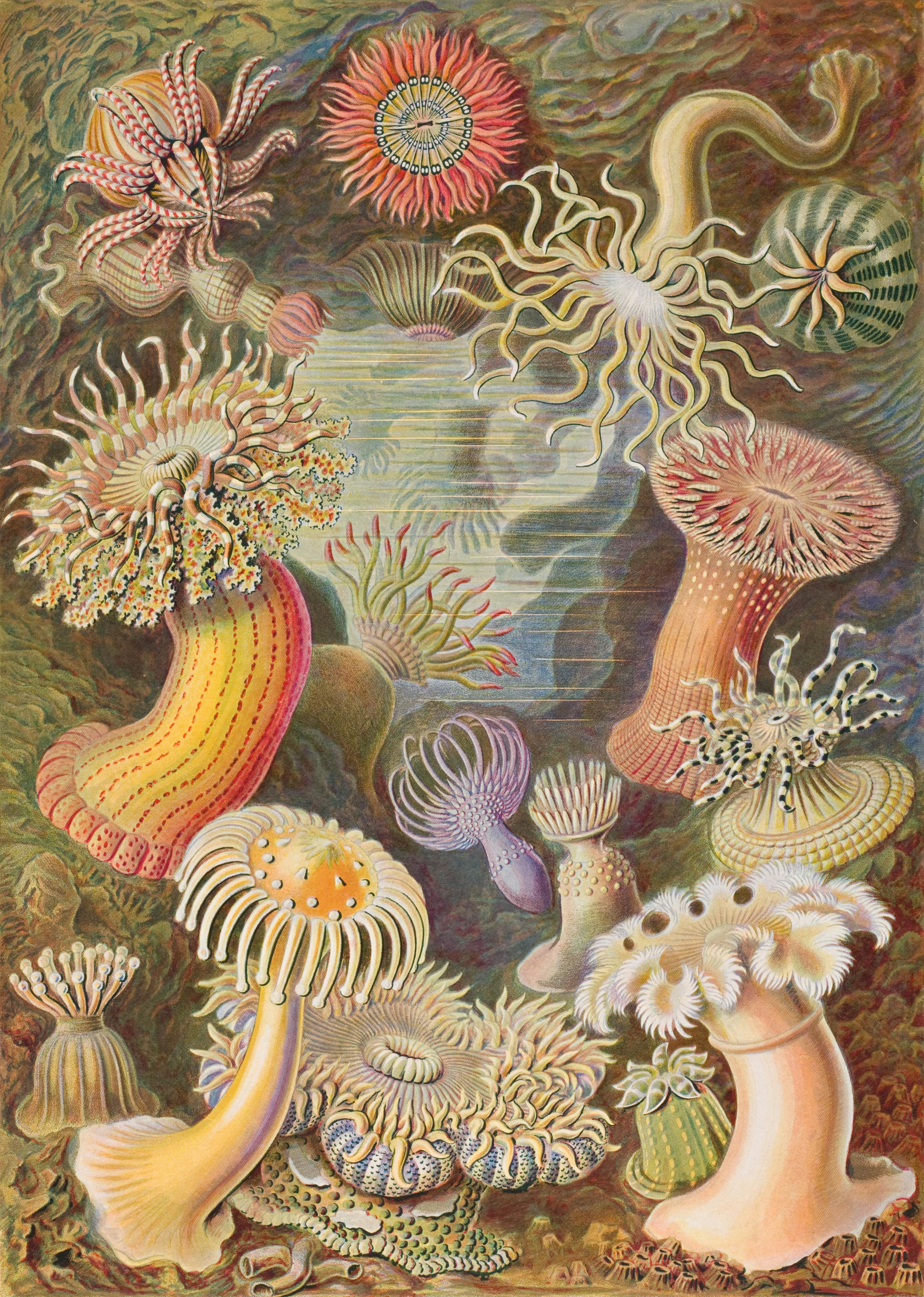
Haeckel:Tengerirózsák, 1904 Antique nyomat Panteektől

Ernst Haeckel, teljes nevén Ernst Heinrich Philipp August Haeckel (Potsdam, 1834. február 16. – Jéna, 1919. augusztus 9.) német zoológus és filozófus volt, ő tette Charles Darwin munkásságát Németországban ismertté, valamint saját származáselméletet dolgozott ki. Zoológiai szakmunkákban nevének rövidítése: „Haeckel”. A „tudományos” rasszizmust is hirdette  és felkarolta a szociáldarwinizmus eszméjét.

## Élete
Haeckel eredetileg orvos volt, később azonban összehasonlító anatómia és zoológia professzora lett. Neki köszönhetünk néhány ma is használatos biológiai fogalmat, mint például törzs vagy ökológia. Haeckel szerint a politika pedig nem más mint alkalmazott biológia. Ernst Haeckel nézete egy a természettudományokon alapuló monizmus volt és 1906. január 11-én megalapította a Német Monista Egyletet Jénában. 1908-ban ő alapította a jénai Phyletic Múzeumot.
Haeckelnek nagy jelentősége volt a darwinizmus németországi elterjesztésében, mert írásai igen népszerűek voltak. Ezen túlmenően kidolgozta a saját részletes embrionális érvelését az evolúcióelmélet mellett és ebben az összefüggésben alkalmazta a biogenetikai alaptörvényt. E törvény szerint az egyed szerveinek kifejlődése során röviden keresztülmegy az őseinek, fejlődési rokonformáinak szervi kifejlődésének fázisain. Ezt sok-sok élőlény embrionális fejlődési szakaszában felismerni vélte és törvényszerű összefüggésként értelmezte. Ezt a gondolatot Haeckel kiterjesztette a pszichológiai fejlődésre is, megállapítva, hogy az egyén lelki fejlődése lerövidítve megismétli a törzsfejlődés állomásait. A „biogenetikai alaptörvény” kifejezés gyorsan népszerűvé vált a korabeli tudományos körökben. Napjainkban a genetikai eredmények a Haeckel-féle törvényből következő fejlődési sorozatot erősítik meg. Egy példa erre a Haeckel-féle „Gastraea”-hipotézis (a morula, a blasztula és a gasztrula-stádiumok egyedfejlődési sorrendje megfelel a filogenetikai sorrendnek), amely Haeckel szerint a többsejtű állatok kialakulásának alapvető lépése, de abban a korban még nem ismertek blasteaszintű (Haeckel szerint azoknak a soksejtű állatoknak – Metazoa – feltevéses ősalakjai, melyeknek egyéni fejlődésében a hólyag alakú csíraszakasz (blastula) mindig szabályszerűen ismétlődik) élőlényt. Még a 20. század közepén is volt olyan elmélet – például Hadzi Jováné –, amely vitatta a blasteaszintet, mígnem az üreges, egy sejtrétegből álló falú Volvox genetikai vizsgálata bebizonyította, hogy inkább Haeckelnek volt igaza.
Előrelátása és rendszerező képessége kimagasló volt. 1866-ban például egy olyan evolúciós fát rajzolt meg, amelyben a vízilovakat a bálnák rokonaiként tünteti fel, holott az időben még a disznófélék rokonának tartották inkább őket. Sőt a bálnákat a párosujjú patások közé sorolta, amire még nagyon sokáig semmilyen bizonyíték nem volt.
Az eugenika úttörője volt, bár alapvetően a haladás és az evolúcióból eredő fejlődésben hitt és nem a degenerációban. A Német Monista Egyletet a nácik 1933-ban más szervezetekkel együtt megszüntették. A nemzetiszocialista ideológusok az írásaiból vett idézeteket rasszista és szociáldarwinista elméleteik alátámasztására használták, Haeckel világképének lényeges elemeit viszont a nácizmussal összeegyeztethetetlennek ítélték meg.

## Emlékezete
A tisztelet jeleként 2009-ben róla nevezték el a 12323 Haeckel aszteroidát.

## Magyarul megjelent művei
- Az emberi nem eredete és törzsfája; 2. kiadás után ford. György Aladár, kiad. Láng Lajos; Aigner, Pest, 1871
- Haeckel Ernő: Világproblémák. Népszerű tanulmányok a monisztikus filozófiáról; ford. Iván Imre, Szabó Sándor; Vass, Bp., 1905
- Az élet csodái, 1-2.; ford. Czóbel Ernő, Fülöp Zsigmond, Veres Mihály; Athenaeum, Bp., 1911 (Természettudományi könyvtár)
- A természet és az ember; ford. Fodor Zoltán; Dick Manó, Bp., 1922
- Tanuljunk könnyen, gyorsan németül! A német nyelv alapos elsajátításának könnyű és gyors módszere; Novák, Bp., 1936
- Van-e élet a halál után?; utószó Helmut Wolle: Miért elterjedt ma még a halhatatlansághit, és mi a szerepe?; ford. Sztrókayné Mádi Teréz; Kossuth, Bp., 1959
- Biológia és természetfilozófia; vál., ford., bev., jegyz. Gábor Dénes; Kriterion, Bucureşti, 1989 (Téka)